# António Silva
António João Pereira de Albuquerque Tavares da Silva, född 30 oktober 2003 i Viseu, är en portugisisk fotbollsspelare som spelar i Benfica och som representerar det portugisiska landslaget.

## Klubbkarriär
Silva representerade som junior från 2016 Benfica. Han tog plats i dess B-lag 2022 och redan samma år tog han plats i A-laget. 

## Landslagskarriär
Silva har representerat det portugisiska landslaget på olika juniornivåer sedan 2019. 2022 debuterade han i A-landslaget och ingick i Portugals trupp till VM i fotboll 2022, och han medverkade även i EM 2024.